# Pardosa danica
Espèce
Synonymes
- Lycosa danica Sørensen, 1904

Pardosa danica est une espèce d'araignées aranéomorphes de la famille des Lycosidae.

## Distribution
Cette espèce est endémique du Danemark.

## Description
La femelle holotype mesure 9 mm.
La première rangée d'yeux est plus éloignée de la marge du bouclier que de la deuxième rangée, et est presque deux fois plus grande que les latérales; céphalothorax brun, orné de rubans jaunes, vêtu de blanc, assez large sur les côtés, plus étroit au milieu devant, n'atteignant pas la zone des yeux noirs ; pieds jaunes (pas ou à peine annelés), et sternum noir, vêtu de blanc ; vulve sous-pentagonale, plaque sous-plate, ensemble soudainement resserré, presque complet.
Une femme. La première rangée d'yeux relevés du bord de l'écu, légèrement émarginés, évidemment plus éloignés que de la seconde rangée ; celle du milieu est deux fois plus large que celle séparée des latérales ; le diamètre du milieu est presque deux fois plus grand que le diamètre des côtés.
Céphalothorax également long et plaque et tibia 1 conjoints, bruns, revêtus d'une pubescence ocreuse ; la zone des yeux est noire, la pubescence est revêtue d'un ocre plus saturé. Les cheveux sont jaunes, la pubescence est ornée de blanc et de blanc ; les latérales, jointes sur toute la face, assez larges, légèrement sinueuses en dedans, laissant une bande brune submarginale, qui occupe la moitié postérieure de la marge ; mettre le milieu assez large, progressivement plus étroit devant, n'atteignant pas la zone des yeux. - Sternum noir, poilu blanc.
Le dos de l'abdomen a une tache de souris lancéolée, blanche à l'avant, étroitement bordée de brun; et les deux taches noires antérieures, et (derrière la tache lancéolée) deux rangées convergentes de points noirs. Ventre et flancs couverts de pubescence blanc grisâtre. Mammille shell-cee ; les bandes supérieures sont décorées de brun.
Vulve sous-pentagonale 9 : un peu plus longue que large, aux faces antérieures légèrement arquées, devenant progressivement un peu plus étroites. Plaque large, remplissant presque la vulve, écailleuse, subplate, très légèrement surélevée au milieu, donnant de légères empreintes aux deux antérieures ; il laisse brusquement les deux fovéas resserrées, y compris son tubercule ; la partie rétrécie de la plaque extra concave donne les faibles carènes marginales.
A hauteur du visage, la mandibule est nettement plus longue, jaune, et les pointes (de la première articulation) sont étroitement brunes.
Palpi jaune : la partie supérieure du fémur est ornée de bandes brunes sur les côtés (formant deux anneaux lâches).
Pieds aux hanches jaunes ; cuisses sur la face antérieure avec un ruban bipartite brun, I et II sur la face postérieure avec un ruban brun à contour étroit, avec des rubans bruns dorsaux, lâches par endroits, comprenant une bande de Jute ; vous annulez à peine, 4 infusez dans les pointes; extrémités des métatarses 3 étroitement, 4 largement brunâtres ; les parties des pieds sont couvertes de pubescence blanche et de soies noires douces. Tibia 1 passé les petites épines apicales avec deux paires d'épines inférieures (basales et moyennes) et deux épines antérieures : épines pergrail.
Céphalothorax 4,25 mm. de long, 3,25 côtés ; (corps total 9 mm de long.) ; plaque et tibia IV ensemble 5 ; métatarse IV 5,2
Le mâle est inconnu.

## Étymologie
Son nom d'espèce lui a été donné en référence au lieu de sa découverte, le Danemark.

## Publication originale
- Sørensen, 1904 : Danmarks Faeröernes og Islands Edderkopper med Undtagelse af Theridierne. Araneae Danicae, Faroicae et Islandicae, Theridioidis exceptis. Entomologiske meddelelser, vol. 2, no 1, p. 240-426 (texte intégral).